# 罗伯托·潘加罗
罗伯托·潘加罗（義大利語：Roberto Pangaro，1950年7月6日—），意大利男子游泳运动员。他曾代表意大利参加世界游泳锦标赛，获得一枚铜牌。他也曾参加1972年和1976年夏季奥运会。